# Resolutie 1111 Veiligheidsraad Verenigde Naties
Resolutie 1111 van de Veiligheidsraad van de Verenigde Naties werd unaniem door de VN-Veiligheidsraad aangenomen op 6 juni 1997.

## Achtergrond
Op 2 augustus 1990 viel Irak zijn zuiderbuur Koeweit binnen en bezette dat land. De Veiligheidsraad veroordeelde de inval onmiddellijk en later kregen de lidstaten carte blanche om Koeweit te bevrijden. Eind februari 1991 was die strijd beslecht en legde Irak zich neer bij alle aangenomen VN-resoluties. In 1995 werd met resolutie 986 het
olie-voor-voedselprogramma in het leven geroepen om met olie-inkomsten humanitaire hulp aan de Iraakse bevolking te betalen.

## Inhoud

### Waarnemingen
De humanitaire hulp aan de Iraakse bevolking moesten blijven doorgaan tot Irak zou voldoen aan de resoluties van de Veiligheidsraad. Die hulp moest gelijkmatig worden verdeeld over het hele land.

### Handelingen
De provisies van resolutie 986, de paragrafen °4, °11 en °12 uitgezonderd, werden met 180 dagen verlengd, te beginnen op 8 juni. Alle aspecten hiervan zouden na 90 en na 180 dagen eens grondig onder de loep worden gehouden. De secretaris-generaal werd gevraagd om op basis van de waarneming ter plaatse te rapporteren of Irak de geneesmiddelen, voedsel en materialen gelijkmatig verdeelde en of het land voldoende aardolie produceerde, dit om alles te betalen.

## Verwante resoluties
- Resolutie 1051 Veiligheidsraad Verenigde Naties (1996)
- Resolutie 1060 Veiligheidsraad Verenigde Naties (1996)
- Resolutie 1115 Veiligheidsraad Verenigde Naties
- Resolutie 1129 Veiligheidsraad Verenigde Naties

Lijst ·  1093 ·  1094 ·  1095 ·  1096 ·  1097 ·  1098 ·  1099 ·  1100 ·  1101 ·  1102 ·  1103 ·  1104 ·  1105 ·  1106 ·  1107 ·  1108 ·  1109 ·  1110 ·  1111 ·  1112 ·  1113 ·  1114 ·  1115 ·  1116 ·  1117 ·  1118 ·  1119 ·  1120 ·  1121 ·  1122 ·  1123 ·  1124 ·  1125 ·  1126 ·  1127 ·  1128 ·  1129 ·  1130 ·  1131 ·  1132 ·  1133 ·  1134 ·  1135 ·  1136 ·  1137 ·  1138 ·  1139 ·  1140 ·  1141 ·  1142 ·  1143 ·  1144 ·  1145 ·  1146